# 蘇鎮區 (密歇根州)
蘇鎮區（英語：Soo Township）是位於美國密西根州契皮瓦縣的一個行政鎮區。

## 地方資料
蘇鎮區的面積為175.90平方千米，當中陸地面積為129.80平方千米，而水域面積為46.10平方千米。根據2020年美國人口普查的數據，當地共有人口2966人，而人口密度為每平方千米16.86人。